# Cool planet
Cool planet is het 22e studioalbum van de Amerikaanse indierockband Guided by Voices. Het is het laatste album dat werd uitgebracht voordat zanger Robert Pollard de band ophief. Het album verscheen op 13 mei 2014 en werd uitgebracht op cd, lp en cassette.

## Tracklist
Alle muziek en teksten zijn geschreven door Robert Pollard, tenzij anders aangegeven. 
| Nr. | Titel                                       | Duur |
| --- | ------------------------------------------- | ---- |
| 1.  | Authoritarian zoo                           | 2:22 |
| 2.  | Fast crawl                                  | 1:42 |
| 3.  | Psychotic crush (Tobin Sprout)              | 1:23 |
| 4.  | Costume makes the man (Pollard, Greg Demos) | 2:04 |
| 5.  | Hat of flames                               | 1:32 |
| 6.  | These dooms                                 | 2:00 |
| 7.  | Table at fool's tooth                       | 1:21 |
| 8.  | All American boy (Sprout)                   | 3:45 |
| 9.  | You get every game                          | 2:08 |
| 10. | Pan swimmer                                 | 1:02 |
| 11. | The bone church (Sprout, Mitch Mitchell)    | 2:15 |
| 12. | Bad love is easy to do                      | 2:05 |
| 13. | The no doubters                             | 2:37 |
| 14. | Narrated by Paul (Sprout)                   | 1:06 |
| 15. | Cream of lung                               | 1:14 |
| 16. | Males of wormwood mars                      | 2:53 |
| 17. | Ticket to hide (Sprout)                     | 3:04 |
| 18. | Cool planet                                 | 1:55 |

## Personeel

### Bezetting
- Robert Pollard, zang
- Mitch Mitchell, gitaar
- Tobin Sprout, gitaar
- Greg Demos, bas
- Kevin March, drums

### Productie
- Phil Mehaffey, geluidstechnicus
- Robert Pollard, hoesontwerp